# Willoughby Miller
Willoughby Dayton Miller (ur. 1853 w Alexandrii, zm. 27 lipca 1907) – amerykański dentysta i bakteriolog.

## Życiorys
Absolwent University of Michigan (1875), pracował głównie w Berlinie z dr. Frankiem Abbotem. Następnie studiował na Dental School na University of Pensylvania, którą ukończył w 1879 roku. Po studiach wrócił do Berlina i pracy z Abbotem, a dwa lata później dostał posadę na berlińskim uniwersytecie, zajmując się stomatologią i bakteriologią. W 1889 roku opublikował pracę poświęconą udziałowi bakterii w procesie niszczenia zęba (próchnicy), jest dziś uważany za osobę, która jako pierwsza opisała naukowo proces próchnicowy, którego istnienie przewidział Pierre Fauchard w XVIII wieku. Zauważył także, że sole kwasu fluorowodorowego powstrzymują proces próchnicowy.
Często wracał do rodzinnych stron. W 1907 roku, w uznaniu zasług na polu stomatologii, wydział dentystyczny University of Michigan zaproponował mu objęcie stanowiska dziekana tego wydziału. Wraz z rodziną przeprowadził się do USA i spędził lato w rodzinnej Alexandrii.
W lipcu zachorował na zapalenie wyrostka robaczkowego, zmarł nagle 27 lipca 1907 roku. Został pochowany na Maple Grove Cemetery w Alexandrii. W 1915 roku Ohio State University ufundowało tablicę pamiątkową mu poświęconą. Drugi pomnik ufundowano w 1940 roku na University of Michigan.